# 張眾甫
张众甫（？—782年），字子初，清河（今屬河北）人。
早年隐居不仕。廣德元年（763年）任刘晏聘為从事。河南寿安县尉。後寓居雲陽。再拜监察御史。淮寧軍節度使李希烈聘為从事。建中三年（782年）出使廣陵，順道涉江省家，途中染疾，是年三月卒於家。高仲武称其诗：“婉媚绮错，巧用文字，工于兴喻。”《全唐詩》存其诗三首。